# Pegylis microchaeta
Pegylis microchaeta är en skalbaggsart som beskrevs av Moser 1919. Pegylis microchaeta ingår i släktet Pegylis och familjen Melolonthidae. Inga underarter finns listade i Catalogue of Life.